# Audi R18 E-Tron Quattro RP4
Der Audi R18 E-Tron Quattro RP4 ist ein von Audi entwickelter und gebauter Sportwagen-Prototyp nach LMP1-Reglement. Der Wagen nahm 2014 an der FIA-Langstrecken-Weltmeisterschaft und dem 24-Stunden-Rennen von Le Mans teil.

## Entwicklung
Audi stellte den nach neuem Reglement neu aufgebauten Audi R18 E-Tron Quattro RP4 am 12. Dezember 2013 der Öffentlichkeit vor. Bei dem laut Audi komplexesten Rennwagen, den die Marke je baute, wurde jedes Bauteil – im Gegensatz zum Vorgänger – neu entwickelt.

## Technik
Ursprünglich war geplant, einen E-Turbolader mit dem Hybridsystem zu verbinden. Er erzeugte elektrische Energie, wenn die Ladedruckgrenze erreicht war, die in den Drehmassenspeicher floss, der ebenfalls von einem KERS an der Vorderachse gespeist wird. Je nach Betriebsstrategie konnte beim Beschleunigen die gespeicherte Energie wieder an die Vorderachse oder an den Turbolader abgegeben werden. Der E-Lader-Teil des Hybridsystems wurde aber aus Zuverlässigkeitsgründen verworfen. Die Leistung des elektrischen Teils des Hybridsystems liegt bei über 170 kW.
Die weiteren Änderungen betreffen unter anderem eine um 10 cm schmalere Karosserie, schmalere Reifen, eine auf 1.050 mm gestiegene Fahrzeughöhe, einen Frontflügel mit Flap statt eines Frontdiffusors, einen um 20 cm breiteren Heckflügel, ein verringertes Bruttogewicht von 870 kg (Nettogewicht: 760 kg), Halteseile für die Vorderräder, eine Crashbox hinter dem Getriebe, die die Energie bei einem Unfall absorbiert, ein verstärktes Monocoque und eine geänderte Abgasführung sowie ein sequentielles Siebenganggetriebe.

## Renneinsätze
Audi setzte 2 Fahrzeuge in der FIA-Langstrecken-Weltmeisterschaft 2014 ein, sein Renndebüt machte der Wagen am 20. April 2014 beim 6-Stunden-Rennen von Silverstone. Beim 6-Stunden-Rennen von Spa und beim 24-Stunden-Rennen von Le Mans 2014 wurde ein zusätzlicher dritter Wagen von Audi eingesetzt.
Dem Audi mit der Nummer 2 mit der Fahrerbesetzung André Lotterer, Marcel Fässler und Benoît Tréluyer gelang ein Sieg beim 24-Stunden-Rennen von Le Mans, vor dem Audi mit der Nummer 1 mit der Fahrerbesetzung Tom Kristensen, Marc Gené und Lucas di Grassi.
Beim 6-Stunden-Rennen von Austin siegte das in Le Mans erfolgreiche Fahrertrio erneut.

## Fahrerbesetzung
| Startliste                              | Startliste            | Startliste              | Startliste | Startliste         | Startliste              | Startliste      |
| Nr.                                     | Team                  | Fahrzeug                | Reifen     | Fahrer             | Fahrer                  | Fahrer          |
| --------------------------------------- | --------------------- | ----------------------- | ---------- | ------------------ | ----------------------- | --------------- |
| FIA-Langstrecken-Weltmeisterschaft 2014 |                       |                         |            |                    |                         |                 |
| 1                                       | Audi Sport Team Joest | Audi R18 e-tron quattro | M          | Lucas di Grassi    | Loïc Duval / Marc Gené* | Tom Kristensen  |
| 2                                       | Audi Sport Team Joest | Audi R18 e-tron quattro | M          | Marcel Fässler     | André Lotterer          | Benoît Tréluyer |
| 3                                       | Audi Sport Team Joest | Audi R18 e-tron quattro | M          | Filipe Albuquerque | Oliver Jarvis           | Marco Bonanomi  |

*  - Der Audi R18 e-tron quattro #3 fuhr nur beim WEC-6-Stunden-Rennen von Spa Francorchamps und bei den 24 Stunden von Le Mans mit.
Ersatzfahrer in Le Mans für Audi war der Spanier Marc Gene, der auch nach dem Unfall von Loïc Duval im Training zum Einsatz kam, Gene war eigentlich für den Zytek von Jota Sport gemeldet.